# Valdivia
Valdivia város Chilében; a Los Ríos régió (Región de Los Ríos) székhelye. 154 ezer lakosa van (2012-ben).

## Történelem
1552-ben a spanyol hódító, Pedro de Valdivia alapította.
1909-ben egy nagy tűzvész megsemmisítette.
1960-ban földrengés és szökőár rongálta meg a várost ("Nagy chilei földrengés" ). Ekkor a város épületeinek 40%-a megsemmisült.
2007-től az újonnan létrehozott Región de los Rios fővárosa, amely az egykori Valdivia tartományból áll.

## Gazdaság
Chile második legfontosabb ipari központja volt, egészen az 1909-es nagy tűzvészig.
Ma fejlett az élelmiszer-feldolgozás, a bőr-, papír- és faipar. Jelentősebb még a hajógyártás. A legnagyobb munkáltató azonban az 1954-es alapítású Universidad Austral de Chile  nevű állami egyetem, amelyen kilenc kar van jelen.

## Fordítás
- Ez a szócikk részben vagy egészben  a   Valdivia című német Wikipédia-szócikk fordításán alapul.  Az eredeti cikk szerkesztőit annak laptörténete sorolja fel. Ez a jelzés csupán a megfogalmazás eredetét és a szerzői jogokat jelzi, nem szolgál a cikkben szereplő információk forrásmegjelöléseként.